# Pozchowiszqali
Der Pozchowiszqali (georgisch ფოცხოვისწყალი; türkisch Posof Çayı) ist ein linker Nebenfluss der Kura in Georgien und in der Türkei.
Der Pozchowiszqali entspringt am Osthang des Arsiani-Gebirges in der türkischen Provinz Ardahan. Er fließt anfangs in östlicher Richtung. Er fließt südlich an der Kreisstadt Posof vorbei und erreicht die Grenze zu Georgien. Dort nimmt er den Jakiszqali von rechts auf. Er wendet sich nach Norden und durchfließt die georgische Verwaltungsregion
Samzche-Dschawachetien. Der Ort Wale liegt östlich des Flusslaufs. Der Kwabliani mündet linksseitig in den Fluss. Der Pozchowiszqali wendet sich anschließend nach Osten. Er durchfließt die Kleinstadt Achalziche und mündet kurz darauf in die nach Norden strömende Kura.
Der Pozchowiszqali hat eine Länge von 64 km. Sein Einzugsgebiet umfasst 1840 km². Der mittlere Abfluss liegt bei 22,4 m³/s.